# Lisposoma elegans
Espèce
Lisposoma elegans est une espèce de scorpions de la famille des Bothriuridae.

## Distribution
Cette espèce est endémique de Namibie.

## Description
La femelle mesure 20 mm

## Publication originale
- Lawrence, 1928 : Contributions to a knowledge of the fauna of South-West Africa. VII. Arachnida (Part 2). Annals of the South African Museum, vol. 25, p. 217–312 (texte intégral).